# Греко-римская борьба на летних Олимпийских играх 1928 — до 67,5 кг

Соревнования по греко-римской борьбе в рамках Олимпийских игр 1928 года в лёгком весе (до 67,5 килограммов) прошли в Антверпене со 2 по 5 августа 1928 года в Power Sports Building. 
Для участия в соревнованиях заявились 24 спортсмена из 19 стран. Однако от каждой страны мог принять участие лишь один представитель, поэтому аргентинец Парделлас, финн Фриман ван Дуйнен, голландец Тесинг, швейцарцы Кипфер и Шер в соревнованиях не участвовали; таким образом титул разыгрывался между 19 борцами. Самым молодым участником был Вальтер Массоп (20 лет), самым возрастным участником Рышард Блажичка (32 года). 
Конкуренция в весе была высока. Фаворитами выглядели Эде Шперлинг, чемпион Европы 1927 года, серебряный медалист игр 1924 года и чемпион Европы 1925 года Лайош Керестеш и чемпион Европы 1926 года Харальд Петерссон. Также в числе претендентов рассматривался Освальд Кяпп, который уже завоевал золотую медаль на этих играх, но в вольной борьбе и в том же весе. Однако Кяпп и Петерссон выбыли из турнира, встретившись во втором круге и «наградив» друг друга штрафными баллами. Золотая медаль была разыграна между Керестешем, прошедшим турнир без поражений и Шперлингом, который несмотря на неожиданное поражение в первом круге, сумел добраться до финала. Бронзовую медаль завоевал чемпион Олимпийских игр 1924 года в среднем весе Эдвард Вестерлунд

## Призовые места
| Золото                 | Серебро                  | Бронза                      |
| Лайош Керестеш Венгрия | Эдуард Шперлинг Германия | Эдвард Вестерлунд Финляндия |

## Первый круг
| BP (всего) | BP | Участник 1        | Результат | Участник 2         | BP | BP (всего) |
| ---------- | -- | ----------------- | --------- | ------------------ | -- | ---------- |
| 0          | 0  | Лайош Керестеш    | Туше      | Адольф Дюмон       | 3  | 3          |
| 1          | 1  | Вальтер Массоп    | По очкам  | Мирослав Метцнер   | 3  | 3          |
| 1          | 1  | Эйнар Боргес      | По очкам  | Эрнст Мументхалер  | 3  | 3          |
| 0          | 0  | Фриц Янссенс      | Туше      | Поль Паризе        | 3  | 3          |
| 0          | 0  | Владимир Вавра    | Туше      | Эдуард Шперлинг    | 3  | 3          |
| 0          | 0  | Освальд Кяпп      | Туше      | Пьеро Постини      | 3  | 3          |
| 1          | 1  | Харальд Петерссон | По очкам  | Василиос Павилидис | 3  | 3          |
| 1          | 1  | Тайар Ялаз        | По очкам  | Рышард Блажичка    | 3  | 3          |
| 0          | 0  | Эдвард Вестерлунд | Туше      | Альберто Барбьери  | 3  | 3          |
| 0          | 0  | Карл Педерсен     | Пропускал |                    |    |            |

## Второй круг
| BP (всего) | BP | Участник 1        | Результат | Участник 2         | BP | BP (всего) |
| ---------- | -- | ----------------- | --------- | ------------------ | -- | ---------- |
| 1          | 1  | Лайош Керестеш    | По очкам  | Карл Педерсен      | 3  | 3          |
| 1          | 0  | Вальтер Массоп    | Туше      | Адольф Дюмон       | 3  | 6          |
| 1          | 1  | Фриц Янссенс      | По очкам  | Эйнар Боргес       | 3  | 4          |
| 0          | 0  | Владимир Вавра    | Туше      | Эрнст Мументхалер  | 3  | 6          |
| 3          | 0  | Эдуард Шперлинг   | Туше      | Пьеро Постини      | 3  | 6          |
| 1          | 1  | Освальд Кяпп      | По очкам  | Харальд Петерссон  | 3  | 4          |
| 1          | 0  | Тайар Ялаз        | Туше      | Василиос Павилидис | 3  | 6          |
| 3          | 0  | Рышард Блажичка   | Туше      | Альберьто Барбьери | 3  | 6          |
| 0          | 0  | Эдвард Вестерлунд | Пропускал |                    |    |            |

## Третий круг
| BP (всего) | BP | Участник 1        | Результат | Участник 2        | BP | BP (всего) |
| ---------- | -- | ----------------- | --------- | ----------------- | -- | ---------- |
| 0          | 0  | Эдвард Вестерлунд | Туше      | Карл Педерсен     | 3  | 6          |
| 1          | 0  | Лайош Керестеш    | Туше      | Вальтер Массоп    | 3  | 4          |
| 0          | 0  | Владимир Вавра    | Туше      | Эйнар Боргес      | 4  | 7          |
| 3          | 0  | Эдуард Шперлинг   | Туше      | Фриц Янссенс      | 3  | 4          |
| 1          | 0  | Тайар Ялаз        | По очкам  | Освальд Кяпп      | 3  | 4*         |
| 3          | 0  | Рышард Блажичка   | Туше      | Харальд Петерссон | 3  | 7          |

- С соревнований снялся

## Четвёртый круг
| BP (всего) | BP | Участник 1      | Результат | Участник 2        | BP | BP (всего) |
| ---------- | -- | --------------- | --------- | ----------------- | -- | ---------- |
| 2          | 1  | Лайош Керестеш  | По очкам  | Эдвард Вестерлунд | 3  | 3          |
| 4          | 0  | Вальтер Массоп  | Туше      | Фриц Янссенс      | 3  | 7          |
| 1          | 0  | Тайар Ялаз      | Туше      | Владимир Вавра    | 3  | 3          |
| 3          | 0  | Эдуард Шперлинг | Туше      | Рышард Блажичка   | 3  | 6          |

## Пятый круг
| BP (всего) | BP | Участник 1        | Результат | Участник 2     | BP | BP (всего) |
| ---------- | -- | ----------------- | --------- | -------------- | -- | ---------- |
| 4          | 1  | Эдвард Вестерлунд | По очкам  | Вальтер Массоп | 3  | 7          |
| 2          | 0  | Лайош Керестеш    | Туше      | Владимир Вавра | 3  | 6          |
| 3          | 0  | Эдуард Шперлинг   | Туше      | Тайар Ялаз     | 3  | 4          |

## Шестой круг
| BP (всего) | BP | Участник 1      | Результат | Участник 2        | BP | BP (всего) |
| ---------- | -- | --------------- | --------- | ----------------- | -- | ---------- |
| 4          | 1  | Эдуард Шперлинг | По очкам  | Эдвард Вестерлунд | 3  | 7          |
| 2          | 0  | Лайош Керестеш  | Туше      | Тайар Ялаз        | 3  | 7          |

## Седьмой круг
| BP (всего) | BP | Участник 1     | Результат | Участник 2      | BP | BP (всего) |
| ---------- | -- | -------------- | --------- | --------------- | -- | ---------- |
| 3          | 1  | Лайош Керестеш | По очкам  | Эдуард Шперлинг | 3  | 6          |

## Восьмой круг
| BP (всего) | BP | Участник 1        | Результат | Участник 2 | BP | BP (всего) |
| ---------- | -- | ----------------- | --------- | ---------- | -- | ---------- |
| 7          | 0  | Эдвард Вестерлунд | По очкам  | Тайар Ялаз | 3  | 10         |